# داعر (بني مطر)

تعديل مصدري - تعديل

داعر هي إحدى قرى عزلة حزة سهمان بمديرية بني مطر التابعة لمحافظة صنعاء، بلغ تعداد سكانها 1653 نسمة حسب تعداد اليمن لعام 2004.